# José Miguel Álvarez
José Miguel Álvarez Pozo (ur. 26 listopada 1949, zm. 31 maja 2016 w Hawanie) – kubański koszykarz. Brązowy medalista olimpijski z Monachium.
Zawody w 1972 były jego jedynymi igrzyskami olimpijskimi. Kubańczycy zajęli trzecie miejsce. Brał również udział w mistrzostwach świata w 1970 i 1974 (czwarte miejsce).